# Adriano Panatta
Adriano Panatta (ur. 9 lipca 1950 w Rzymie) – włoski tenisista, zwycięzca French Open 1976 w grze pojedynczej, zdobywca Pucharu Davisa.

## Życiorys
Włoch, praworęczny zawodnik, uważany był za jednego z artystów kortów, obdarzonego wielką łatwością zagrań, wśród których wyróżniały się obronne, akrobatyczne woleje. Paradoksalnie jednak umiejętności gry wolejowej nie zagwarantowały mu sukcesów na szybkich nawierzchniach i w dziejach włoskiego tenisa Panatta zapisał się jako jeden z największych specjalistów nawierzchni ziemnej, a zarazem jako najbardziej utytułowany zawodnik włoski ery „open”. Uwielbienie włoskich kibiców, którzy skandowali charakterystyczne „Ad-ria-no! Ad-ria-no!” na kortach całego świata, ale przede wszystkim na rzymskim Foro Italico, zapewniła mu także niezwykła dramaturgia najważniejszych pojedynków w karierze – zarówno w drodze po mistrzostwo wielkoszlemowe w Paryżu, jak i tytuł międzynarodowego mistrza Włoch musiał bronić meczboli.
Panatta był „skazany” na karierę tenisową – jego ojciec był właścicielem jednego z rzymskich klubów. Po sukcesach w juniorskich turniejach europejskich w 1969 na stałe włączył się w seniorską rywalizację zawodową. W 1970 debiutował na Wimbledonie, ale odpadł już w I rundzie z australijskim specjalistą gry mieszanej Owenem Davidsonem. Lepiej wypadł w międzynarodowych mistrzostwach Berlina Zachodniego, gdzie pokonał znanego Niemca Wilhelma Bungerta. Awansował także do 1/8 finału międzynarodowych mistrzostw Francji. W tym samym roku sięgnął po raz pierwszy po tytuł narodowego mistrza Włoch, detronizując swojego wielkiego poprzednika w krajowym tenisie, Nicolę Pietrangeliego.
W 1972 był w finałach międzynarodowych mistrzostw Niemiec w Hamburgu i Szwajcarii w Gstaad. Po raz pierwszy doszedł do wielkoszlemowego ćwierćfinału, na kortach paryskich, eliminując słynnego Rumuna Ilie Năstase (odpadł z reprezentantem ZSRR Metrewelim). Pokonał Nastase także w finale mistrzostw Wielkiej Brytanii na kortach twardych w Bournemouth w 1973 (6:8, 7:5, 6:3, 8:6), sięgając tym samym po pierwsze turniejowe zwycięstwo. Na kortach im. Rolanda Garrosa w 1973 zaszedł aż do półfinału, notując zwycięstwa nad Szwedem Björnem Borgiem i Holendrem Tomem Okkerem, a przegrywając z reprezentantem Jugosławii Niki Piliciem.
W 1974 sięgnął po tytuł we Florencji, rok później w Kitzbühel i Sztokholmie. Cały czas zdobywał również tytuły narodowego mistrza Włoch. Tytuł krajowy stracił w 1976 na rzecz Corrado Barazzuttiego, ale porażkę powetował sobie na kortach zagranicznych. Właśnie rok 1976 okazał się najlepszy w karierze Panatty. Przede wszystkim wygrał turniej French Open, w ćwierćfinale detronizując obrońcę tytułu Björna Borga (rewanżując się zarazem za półfinałową porażkę sprzed roku), w półfinale pokonując Amerykanina Eddiego Dibbsa, w finale zaś kolejnego Amerykanina, Harolda Solomona, w czterech setach. Panatta przeszedł do historii tenisa jako jedyny zawodnik, który w wielkoszlemowym turnieju paryskim zdołał pokonać Szweda Borga, i to dwukrotnie (pozostałe sześć startów Borg kończył jako zwycięzca). Niewiele jednak brakowało, by do ćwierćfinałowej konfrontacji Panatty z Borgiem w 1976 by nie doszło, nie mówiąc już o dalszych zwycięskich rundach – Włoch już w I rundzie stanął przed zadaniem obrony piłki meczowej w piątym secie spotkania z mało znanym Czechem Pavelem Hutką i uczynił to w swoim stylu, efektownym skrótem wolejowym (końcowy wynik: 2:6, 6:2, 6:2, 0:6, 12:10 dla Panatty).
Podobną przeprawę Panatta odbył w tym samym roku w drodze po tytuł międzynarodowego mistrza Włoch. Pokonał w tym turnieju wielu silnych przeciwników, m.in. Harolda Solomona (który musiał skreczować), Johna Newcombe’a i w finale Guillermo Vilasa, ale największy opór postawił mu rywal w rundzie otwarcia – Australijczyk Kim Warwick, który nie wykorzystał jedenastu piłek meczowych. W sierpniu 1976 Panatta został sklasyfikowany na najwyższym miejscu w karierze w rankingu światowym – na pozycji nr 4. Sezon 1977 nie był już dla Włocha tak udany, zarówno obronę tytułu w Paryżu, jak i Rzymie zakończył na ćwierćfinale (przegrywając odpowiednio z Raúlem Ramírezem i Guillermo Vilasem). W mistrzostwach Francji nie zdołał już ani razu awansować do dalekiej rundy, po raz ostatni grał w 1982 i w II rundzie musiał uznać wyższość Wojciecha Fibaka. W Rzymie wartościowy rezultat osiągnął jeszcze raz w 1978 – doszedł do finału, gdzie przegrał z Borgiem.
Dużo słabiej Adriano Panatta wypadał w pozostałych imprezach Wielkiego Szlema, rozgrywanych na szybszych nawierzchniach. Mistrzostwa Australii właściwie całkowicie skreślił ze swoich planów startowych, jedyny występ notując w 1969, zakończony zresztą porażką w I rundzie z reprezentantem gospodarzy Terry Addisonem. Niechętnie Włoch grał także w US Open, argumentując, że satysfakcjonują go występy w Europie i powołując się na przykład takich graczy amerykańskich, jak Roscoe Tanner czy John Sadri, którzy dla odmiany często rezygnowali z gry w turniejach europejskich. Z nielicznych występów Panatty w mistrzostwach USA godna odnotowania jest 1/8 finału w 1978, kiedy pokonał m.in. Manuela Orantesa i Marty’ego Riessena, a odpadł po zaciętym, pięciosetowym meczu z Jimmym Connorsem. Największy sukces na kortach wimbledońskich Panatta osiągnął w 1979, kiedy to grał w ćwierćfinale i przegrał z Patem Dupre. Aż sześć razy kończył występy na londyńskich trawnikach na III rundzie (1/16 finału) – w 1971, 1972, 1974, 1975, 1976 i 1980.
Po 1976, poza wspomnianym finale w Rzymie, do najwartościowszych sukcesów Panatty można zaliczyć zwycięstwa turniejowe w Houston w 1977 (pokonał wówczas m.in. Connorsa i Gerulaitisa), w Tokio w 1978 i we Florencji w 1980. Tytuł we Florencji był jego ostatnim w grze pojedynczej, również w 1980 zaliczył ostatnie finały singlowe – w Genewie i Paryżu (w hali). Karierę kontynuował jeszcze przez kilka lat, wciąż wygrywając kolejne turnieje w grze podwójnej. Jako deblista zaliczył także m.in. trzy ćwierćfinały French Open (1975, 1977, 1980, za każdym razem w parze z Paolo Bertoluccim). Zakończył występy w 1984. Łącznie odniósł 9 zwycięstw turniejowych i osiągnął dalsze 16 finałów w grze pojedynczej (w deblu 17 zwycięstw i kolejne 11 finałów). Nie doczekał się w czasie swojej kariery dużych pieniędzy w zawodowym tenisie, stąd jego zarobki na kortach zamknęły się sumą niespełna 800 tysięcy dolarów amerykańskich.
Na szczególną uwagę zasługuje dorobek Panatty w reprezentacji Włoch w Pucharze Davisa. Tenisista włoski należy do wąskiej grupy graczy, którzy rozegrali w ramach tych rozgrywek co najmniej 100 pojedynków – Panatta zagrał równo 100 razy, z czego 64 razy schodził z kortu jako zwycięzca (w grze pojedynczej odniósł 37 zwycięstw przy 26 porażkach). Należy go uznać za współtwórcę największych sukcesów Włoch, przede wszystkim w swoim najlepszym roku 1976 poprowadził zespół do pierwszego triumfu w rozgrywkach. W finale Włosi pokonali na wyjeździe Chilijczyków, a Panatta okazał się lepszy zarówno od Patricio Cornejo, jak i Jaime Fillola, a także tych samych graczy w deblu, mając za partnera Paolo Bertolucciego. Warto dodać, że marsz po Puchar Davisa 1976 Włosi rozpoczęli od łatwego zwycięstwa z Polską, w składzie której nie grał Fibak. W kolejnych latach Włosi, nadal z Panattą w składzie, jeszcze trzykrotnie dochodzili do finału Pucharu Davisa, ale w 1977 musieli uznać wyższość Australijczyków, w 1979 Amerykanów, a w 1980 Czechosłowaków. Panatta pożegnał się z zespołem narodowym w 1983 w przegranym meczu przeciwko Argentynie.
Charakterystyka Adriano Panatty byłaby niepełna, gdyby ograniczyć się tylko do zwycięstw odniesionych w dramatycznych okolicznościach; Włoch potrafił również łatwo zdekoncentrować się na korcie i wypuścić z rąk mecze niemal wygrane. W 1979 nie wykorzystał prowadzenia 2:0 w setach na turnieju French Open z Amerykaninem Eliotem Teltscherem. W finale Pucharu Davisa 1980 przeciwko Tomášowi Šmídowi prowadził 6:3, 6:3, by ostatecznie zejść z kortu pokonany w pięciu setach. Również wspomniany wyżej ćwierćfinał Wimbledonu 1979 z Patem Dupre Panatta miał szansę rozstrzygnąć na swoją korzyść – prowadził w połowie drugiego seta 6:3, 4:0, pozwolił jednak rywalowi odebrać sobie niemal wygraną partię, by przegrać ostatecznie 6:3, 4:6, 7:6, 4:6, 3:6.
Panatta uważany jest za gracza o niewykorzystanym potencjale. Umiejętności zagrania najtrudniejszych piłek nie szły u Włocha w parze z pracą treningową, na przeszkodzie rozwojowi kariery stanął również rozrywkowy tryb życia tenisisty. Pieniądze, zarobione w sezonie 1976, potrafił fatalnie zainwestować w firmę konfekcyjną, która zbankrutowała.
Po zakończeniu kariery zawodniczej Adriano Panatta był m.in. kapitanem reprezentacji w Pucharze Davisa, a także dyrektorem turnieju w Rzymie. Występów tenisowych próbował również jego młodszy o 10 lat brat Claudio, także reprezentant pucharowy.

## Osiągnięcia w turniejachwielkoszlemowych
- French Open
  - gra pojedyncza – wygrana 1976

## Finały singlowe w turniejach wielkoszlemowych
- French Open 1976 – 6:1, 6:4, 4:6, 7:6 z Haroldem Solomonem

## Zwycięstwa turniejowe
- gra pojedyncza
  - 1973 Bournemouth
  - 1974 Florencja
  - 1975 Kitzbühel, Sztokholm
  - 1976 French Open, Rzym
  - 1977 Houston
  - 1978 Tokio
  - 1980 Florencja
- gra podwójna
  - 1973 Florencja (z Paolo Bertoluccim)
  - 1974 Bastad, Florencja (oba z Paolo Bertoluccim)
  - 1975 Bolonia, Buenos Aires, Kitzbühel, Londyn (wszystkie z Paolo Bertoluccim)
  - 1977 Houston, Londyn, St. Louis (wszystkie z Ilie Năstase)
  - 1978 Florencja (z Corrado Barazzuttim)
  - 1979 Barcelona, Florencja (oba z Paolo Bertoluccim)
  - 1980 Monte Carlo, Paryż (hala, oba z Paolo Bertoluccim)
  - 1981 Nancy (z Ilie Năstase)
  - 1982 Florencja (z Paolo Bertoluccim)

## Finały turniejowe
- gra pojedyncza
  - 1972 Gstaad, Hamburg
  - 1973 Barcelona, Florencja, Madryt, Nicea, Walencja
  - 1974 Bastad
  - 1975 Barcelona, Buenos Aires, Madryt
  - 1976 Gstaad
  - 1978 Bolonia, Rzym
  - 1980 Genewa, Paryż (hala)
- gra podwójna
  - 1975 Barcelona, Richmond (oba z Paolo Bertoluccim)
  - 1976 Gstaad (z Paolo Bertoluccim), Sztokholm (z Tomem Okkerem)
  - 1977 Charlotte (z Corrado Barazzuttim), Masters Doubles (z Vitasem Gerulaitisem), miasto Meksyk (z Ilie Năstase)
  - 1979 Las Vegas (z Raúlem Ramírezem)
  - 1980 Florencja (z Paolo Bertoluccim)
  - 1981 Florencja (z Paolo Bertoluccim)
  - 1984 Palermo (z Henrikiem Sundstromem)